# Achille Chappaz
Achille Chappaz (* 5. März 1854 in Monthey; † 5. Oktober 1902 in Sitten; heimatberechtigt in Montey) war ein Schweizer Politiker.

## Leben
Chappaz besuchte das Kollegium Saint-Maurice, die Rechtsschule in Sitten und machte eine Zusatzausbildung in Deutschland und England.
In den Jahren 1874/1875 arbeitete er als Sekretär im kantonalen Erziehungsdepartement, war 1875/1876 Lehrer am Gymnasium Sitten und ab 1876 Anwalt und Notar in Monthey, später in Martigny. Von 1891 bis 1893 war er Ersatzrichter am Walliser Appellations- und Kassationsgericht, von 1894 bis 1897 Ersatzrichter am Untersuchungsgericht des Bezirks Martigny, 1897 Untersuchungsrichter und von 1892 bis 1897 Lehrer an der Rechtsschule Sitten.
Von 1897 bis 1902 war Chappaz Walliser Staatsrat und leitete das Erziehungsdepartement. Von 1898 bis zu seinem Tod 1902 sass er zudem im Ständerat.